# Marco Grüll
Marco Grüll (Schwarzach im Pongau, 6 de julio de 1998) es un futbolista austriaco que juega en la demarcación de delantero para el Werder Bremen de la 1. Bundesliga.

## Selección nacional
Tras jugar con la selección de fútbol sub-20 de Austria y con la sub-21, finalmente debutó con la selección absoluta el 12 de octubre de 2021. Lo hizo en un partido de clasificación para la Copa Mundial de Fútbol de 2022 contra Dinamarca que finalizó con un resultado de 1-0 a favor del combinado danés tras el gol de Joakim Mæhle.

### Participaciones en Eurocopas
| Copa          | Sede     | Resultado        | Partidos | Goles |
| ------------- | -------- | ---------------- | -------- | ----- |
| Eurocopa 2024 | Alemania | Octavos de final | 0        | 0     |

## Clubes
| Club           | País     | Año       | Partidos | Goles |
| -------------- | -------- | --------- | -------- | ----- |
| SC Pfarrwerfen | Austria  | 2013-2015 | 49       | 13    |
| TSV St. Johann | Austria  | 2015-2019 | 99       | 50    |
| SV Ried        | Austria  | 2019-2021 | 80       | 31    |
| SK Rapid Viena | Austria  | 2021-2024 | 132      | 46    |
| Werder Bremen  | Alemania | 2024-     | 34       | 6     |

## Palmarés

### Títulos nacionales
| Título  | Club    | País    | Año  |
| ------- | ------- | ------- | ---- |
| 2. Liga | SV Ried | Austria | 2020 |